# بافت روستای حسین‌آباد
بافت روستای حسین‌آباد مربوط به دوره پهلوی  است و در شهرستان رفسنجان، شهر حسین‌آباد، ۵ کیلومتری جاده اصلی آسفالته رفسنجان به انار واقع شده است. این اثر در تاریخ ۸ بهمن ۱۳۸۵ با شمارهٔ ثبت ۱۶۹۷۷ به عنوان یکی از آثار ملی ایران به ثبت رسیده است.